# Stemming van Pythagoras
In de muziekleer is de stemming van Pythagoras een muzikale stemming gebaseerd op de reine kwint, dus de kwint met toonhoogteverhouding 2:3. Deze kwint is na het octaaf het meest consonante interval, vanwege de eenvoudige toonhoogteverhouding. Achtereenvolgende kwinten leiden tot verhoudingen 8:9 voor de hele toonafstand en door omkering ook 3:4 voor de kwart. Beginnend met de stamtoon F geven opeenvolgende reine kwinten de reeks stamtonen
F — C — G — D — A — E — B
met frequentieverhoudingen ten opzichte van de toon C (tussen haakjes staan de toonhoogteverhoudingen binnen het octaaf, verkregen door de oorspronkelijke toon over een of meer octaven te verhogen of te verlagen):
F = 2/3 (gereduceerd: 2/3 × 2 = 4/3)
C = 1
G = 3/2
D = 9/4 (gereduceerd: 9/4 : 2 = 9/8)
A = 27/8 (gereduceerd: 27/8 : 2 = 27/16)
E = 81/16 (gereduceerd: 81/16 : 4 = 81/64)
B = 243/32 (gereduceerd: 243/32 : 4 = 243/128)
Deze (gereduceerde) stamtonen vormen een diatonische toonladder van C:
C — D — E — F — G — A — B — C
waarin alle hele toonafstanden gelijk zijn aan 9/8 en de beide halve toonafstanden 256/243.

## Mesos als uitgangspunt
Pythagoras vertrok in zijn muziekbeschrijvingen vanuit de μέσος (mesos = middelste toon), tegenwoordig in het algemeen weergegeven door middel van a1. Dit is anders dan bij het huidige muziektheoretische denken, waarin men altijd van onder naar boven denkt, en vanuit grondtonen de fenomenen van samenklank verklaart.
Uitsluitend door gebruik te maken van de intervallen die bepaald worden door de eerste vier harmonischen (grondtoon, octaaf, kwint en kwart), construeerde hij zijn toonladder.
De eerste vier harmonischen zijn a, a1, e2 en a2. Deze kregen de nummers 1, 2, 3 en 4 en ontstaan bij de snaarlengtes 1, 1/2, 1/3 en 1/4 op het door Pythagoras gebruikte monochord.
Daarmee waren de breuken gevonden, die de intervallen kwantificeerden. De snaarlengtes kunnen worden vermenigvuldigd met:
- 2/1 = octaaf omlaag
- 1/2 = octaaf omhoog
- 2/3 = kwint omhoog
- 3/2 = kwint omlaag
- 3/4 = kwart omhoog
- 4/3 = kwart omlaag

Met behulp van deze natuurzuivere intervallen werd een toonladder berekend, die een slordige 17 eeuwen lang, tot aan het begin der middeleeuwse polyfonie, in gebruik is gebleven.
De toonladder van Pythagoras ziet er als volgt uit, met A als tooncentrum; ze is dalend genoteerd, zoals in die tijd gebruikelijk was.
| de tonen               | E   | D   | C     | B       | A   | G     | F       | E       |
| ---------------------- | --- | --- | ----- | ------- | --- | ----- | ------- | ------- |
| de constructie         | 3/2 | 4/3 | 32/27 | 9/8     | 1   | 8/9   | 64/81   | 3/4     |
| snaarlengte            | 1   | 9/8 | 81/64 | 4/3     | 3/2 | 27/16 | 243/128 | 2       |
| frequentie- verhouding | 1   | 8/9 | 64/81 | 3/4     | 2/3 | 16/27 | 128/243 | 1/2     |
| toonafstand            |     | 9/8 | 9/8   | 256/243 | 9/8 | 9/8   | 9/8     | 256/243 |
Ze bestaat uit vijf Pythagorese hele toonafstanden en twee limma's (Pythagorese halve toonafstand).

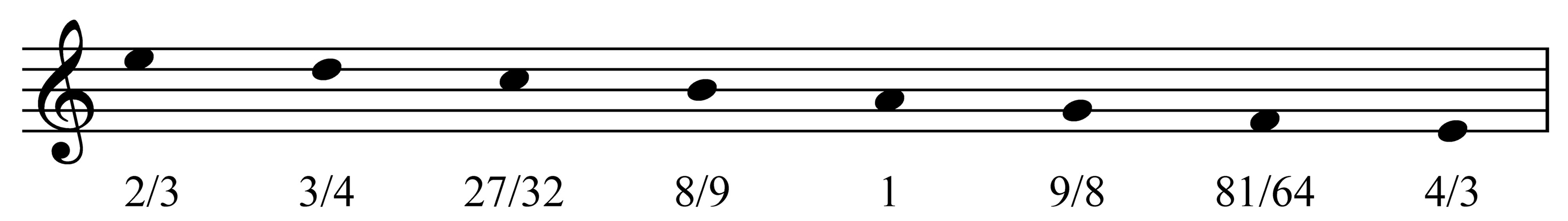
Voorbeeld 1: Pythagorese toonladder met omgekeerde frequentieverhoudingen

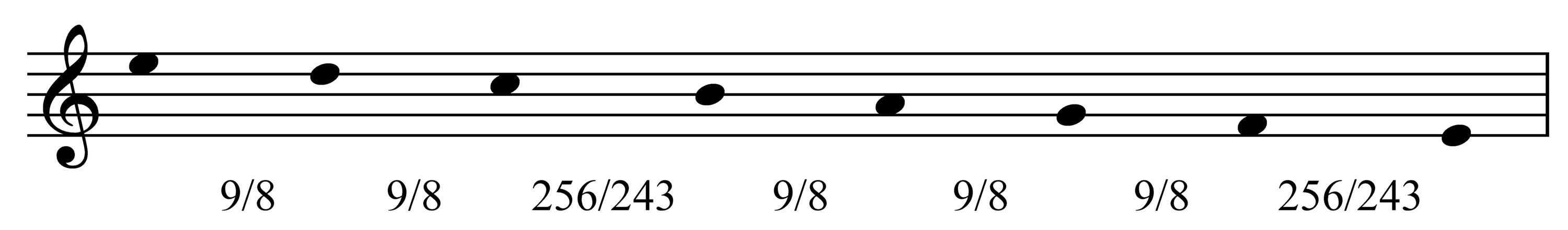
Voorbeeld 2: Pythagorese toonladder met toonafstanden

De vijf hele toonafstanden van 9/8 zijn gebaseerd op een stapeling van twee natuurreine kwinten van elk 3/2. Samen met de twee halve toonafstanden s vormen de vijf hele toonafstanden een octaaf, dus:
{\displaystyle \left({\tfrac {9}{8}}\right)^{5}\times s^{2}=2},
zodat de halve toonafstand ook een breuk wordt, namelijk
{\displaystyle s={\sqrt {\frac {2^{16}}{3^{10}}}}={\frac {2^{8}}{3^{5}}}={\frac {256}{243}}}.
Omdat beide halve toonafstanden op dezelfde manier gevormd worden, zijn ze aan elkaar gelijk. Er geldt immers voor de afstand s tussen E en F in de opeenvolging C-D-E-F-G:
{\displaystyle {\tfrac {9}{8}}\times {\tfrac {9}{8}}\times s\times {\tfrac {9}{8}}={\tfrac {3}{2}}}
en voor de afstand s' tussen B en C in de opeenvolging F-G-A-B-C:
{\displaystyle {\tfrac {4}{3}}\times {\tfrac {9}{8}}\times {\tfrac {9}{8}}\times {\tfrac {9}{8}}\times s'=2}
Dus
{\displaystyle s=s'}
Voor de gebruikelijke toonladder van C worden de verhoudingen:
|                                   | C | D   | E     | F       | G   | A     | B       | C       |
| --------------------------------- | - | --- | ----- | ------- | --- | ----- | ------- | ------- |
| frequentie- verhouding t.o.v. C   | 1 | 9/8 | 81/64 | 4/3     | 3/2 | 27/16 | 243/128 | 2       |
| verhouding met onderliggende toon | — | 9/8 | 9/8   | 256/243 | 9/8 | 9/8   | 9/8     | 256/243 |

## Constructie
- Afgeleid uit a1 (=1):
  - e2: 1 × 2/3 = 2/3 (kwint omhoog).
  - e1: 1 × 4/3 = 4/3 (kwart omlaag).
  - d2: 1 × 3/4 = 3/4 (kwart omhoog).

- Afgeleid uit de e1 werd:
  - b1: 4/3 × 2/3 = 8/9 (kwint omhoog).

- Beginnend met de d2 werden de overige tonen een voor een uit elkaar afgeleid:
  - g1: 3/4 × 3/2 = 9/8 (kwint omlaag), daaruit werd afgeleid:
  - c2: 9/8 × 3/4 = 27/32 (kwart omhoog), daaruit werd afgeleid:
  - f1: 27/32 × 3/2 = 81/64 (kwint omlaag).

## Diatoniek
Opmerkelijk is dat er slechts twee verschillende secundes in zijn, een grote en een kleine. De afstand tussen twee tonen wordt gemeten door het getal van de eerste (hoogste toon) te delen door die van de lagere, dezelfde uitkomst verkrijgt men door te vermenigvuldigen met de eerste, maar dan omgekeerde breuk (in feite wordt zo de stijgingsratio berekend):
- e2 tot d2: 3/2 × 3/4 = 9/8
- d2 tot c2: 4/3 × 27/32 = 108/96 = 9/8
- c2 tot b1: 32/27 × 8/9 = 256/243
- b1 tot a1: 9/8 × 1 = 9/8
- a1 tot g1: 1 × 9/8 = 9/8
- g1 tot f1: 8/9 × 81/64 = 648/576 = 9/8
- f1 tot e1: 64/81 × 4/3 = 256/243

## Dalende toonladder
De complete toonladder kan nu ook vanuit de e worden beschreven. Opmerkelijk is, dat Pythagoras dezelfde stappen als de huidige basistoonladder in de westerse muziektheorie vond: 1 − 1 − 1/2 − 1 − 1 − 1 − 1/2, maar dan dalend (vergelijk de huidige majeurtoonladder, met dezelfde toonafstanden, in dezelfde volgorde, maar dan stijgend!).
- e2: 1
- d2: 9/8 (grote secunde omlaag)
- c2: 9/8 × 9/8 = 81/64 (tweemaal grote secunde is grote terts omlaag)
- b1: 81/64 × 256/243 = 4/3 (grote terts plus kleine secunde is reine kwart omlaag)
- a1: 4/3 × 9/8 = 3/2 (reine kwart plus grote secunde is reine kwint omlaag)
- g1: 3/2 × 9/8 = 27/16 (reine kwint plus grote secunde is grote sext omlaag)
- f1: 27/16 × 9/8 = 243/128 (grote sext plus grote secunde is grote septiem omlaag)
- e1: 243/128 × 256/243 = 2 (grote septiem plus kleine secunde is octaaf omlaag)

## Komma
Pythagoras' systeem lijkt ideaal en natuurzuiver, vanwege zijn hermetische constructie. Voor polyfone muziek is deze stemming echter ongeschikt, omdat de door Pythagoras gebruikte tertsen te veel afwijken van de reine tertsen 4/5 en 5/6 (en dus voor samenklank onbruikbaar worden). Deze afwijking ten opzichte van het reine interval heet didymisch, of syntonisch komma.
Een tweede "onvolkomenheid", de Pythagoreïsche komma, berekent (i.t.t. beschrijft) hoe en waarom het onmogelijk is, een toonladder met consistent zowel natuurreine octaven als kwinten te construeren.

## Verschil met de reine stemming
Als we de verhoudingen zoals die door de breuken wordt aangegeven omrekenen naar cent en een tabel opstellen kunnen we de Stemming van Pythagoras met de reine stemming vergelijken. Als we de (grote) afwijkingen in de chromatische stappen buiten beschouwing laten dan valt op dat de grote terts (C-E) 22 cent te hoog is en daarmee nagenoeg onbruikbaar voor akkoorden.
| toon | rein | Pythagoras | verschil |
| ---- | ---- | ---------- | -------- |
| C    | 0    | 0          | 0        |
| Cis  | 71   | 114        | 43       |
| Des  | 112  | 90         | −22      |
| D    | 204  | 204        | 0        |
| Dis  | 275  | 318        | 43       |
| Es   | 316  | 294        | −22      |
| E    | 386  | 408        | 22       |
| Fes  | 427  | 384        | 43       |
| Eis  | 457  | 522        | 65       |
| F    | 498  | 498        | 0        |
| Fis  | 590  | 612        | 22       |
| Ges  | 631  | 588        | −43      |
| G    | 702  | 702        | 0        |
| Gis  | 773  | 816        | 43       |
| As   | 814  | 792        | −22      |
| A    | 884  | 906        | 22       |
| Ais  | 977  | 1020       | 43       |
| Bes  | 1018 | 996        | −22      |
| B    | 1088 | 1110       | 22       |
| Ces  | 1129 | 1086       | −43      |
| Bis  | 1159 | 1224       | 65       |
| C    | 1200 | 1200       | 0        |

## Pythagorisch interval
| Pythagorisch interval                 | Pythagorisch interval                     | Pythagorisch interval |
| namen                                 | verhouding                                | verhouding            |
| namen                                 | (breuk)                                   | (cent)                |
| ------------------------------------- | ----------------------------------------- | --------------------- |
| komma                                 | {\displaystyle {\tfrac {531441}{524288}}} | 23,5                  |
| limma kleine semitoon                 | {\displaystyle {\tfrac {256}{243}}}       | 90,2                  |
| apotome grote semitoon                | {\displaystyle {\tfrac {2187}{2048}}}     | 113,7                 |
| toon                                  | {\displaystyle {\tfrac {9}{8}}}           | 203,9                 |
| semiditonus                           | {\displaystyle {\tfrac {32}{27}}}         | 294,1                 |
| ditonus                               | {\displaystyle {\tfrac {81}{64}}}         | 407,8                 |
| reine kwart diatessaron sesquitertium | {\displaystyle {\tfrac {4}{3}}}           | 498,0                 |
| tritonus                              | {\displaystyle {\tfrac {729}{512}}}       | 611,7                 |
| reine kwint diapente sesquialterum    | {\displaystyle {\tfrac {3}{2}}}           | 702,0                 |
| octaaf diapason                       | {\displaystyle {\tfrac {2}{1}}}           | 1200,0                |

## Methodologie
Het opstellen van de pythagorische stemming was in Europa historisch gezien een van de eerste wetenschappelijke overgangen van een oorspronkelijk kwalitatief, naar een meer kwantitatief beschouwen van de werkelijkheid. Met andere woorden, Pythagoras gebruikte het getal, in plaats van het woord, als voornaamste bewijsmiddel. In andere, niet-westerse, culturen was zoiets al eerder geschied (zoals bij de Maya's).